# Polyplectropus manni
Polyplectropus manni är en nattsländeart som beskrevs av Banks 1936. Polyplectropus manni ingår i släktet Polyplectropus och familjen fångstnätnattsländor. Inga underarter finns listade i Catalogue of Life.